# كريستوبوليس
كريستوبوليس بلدية في ولاية باهيا في منطقة شمال شرق البرازيل.